# Hangar-7

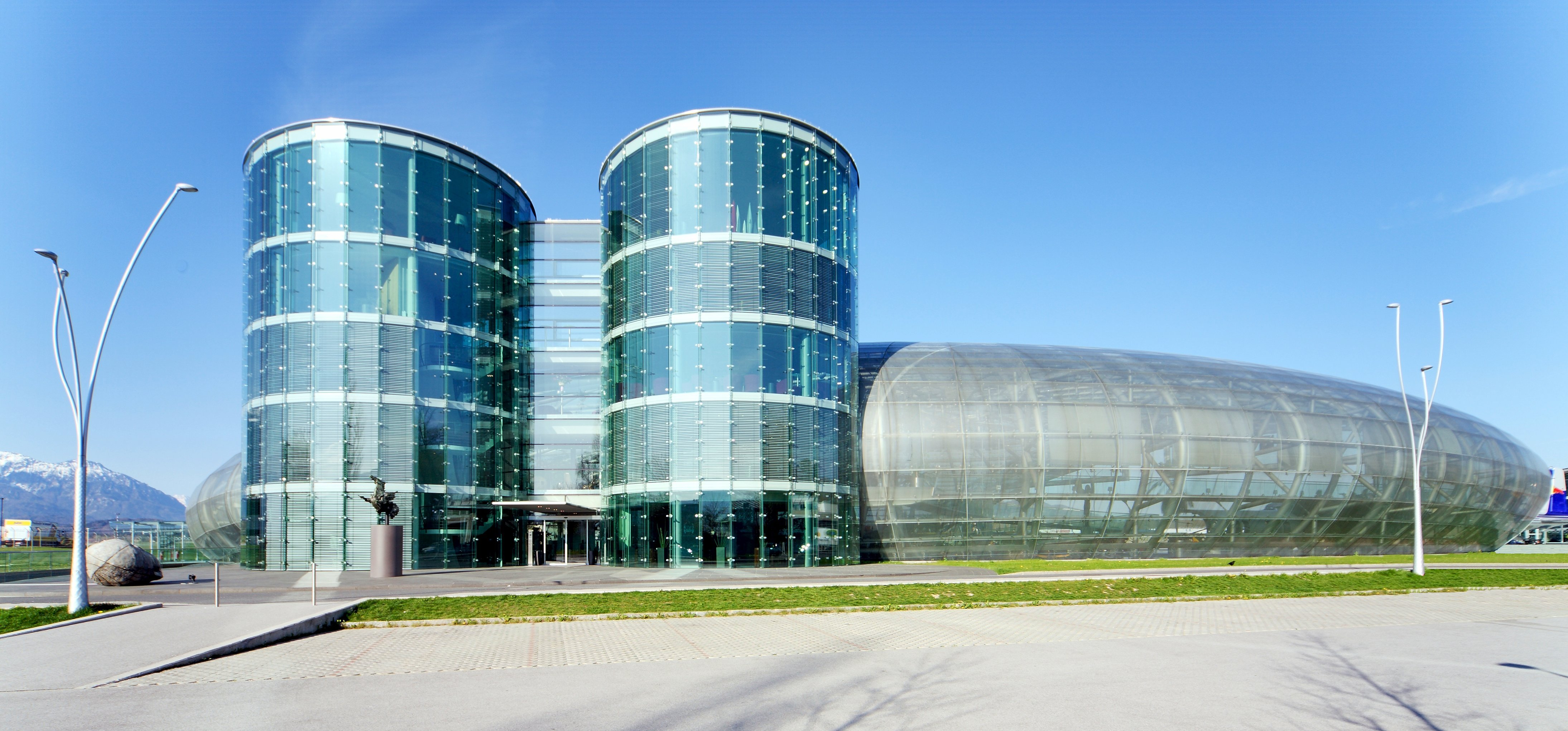
Exterior del Hangar-7

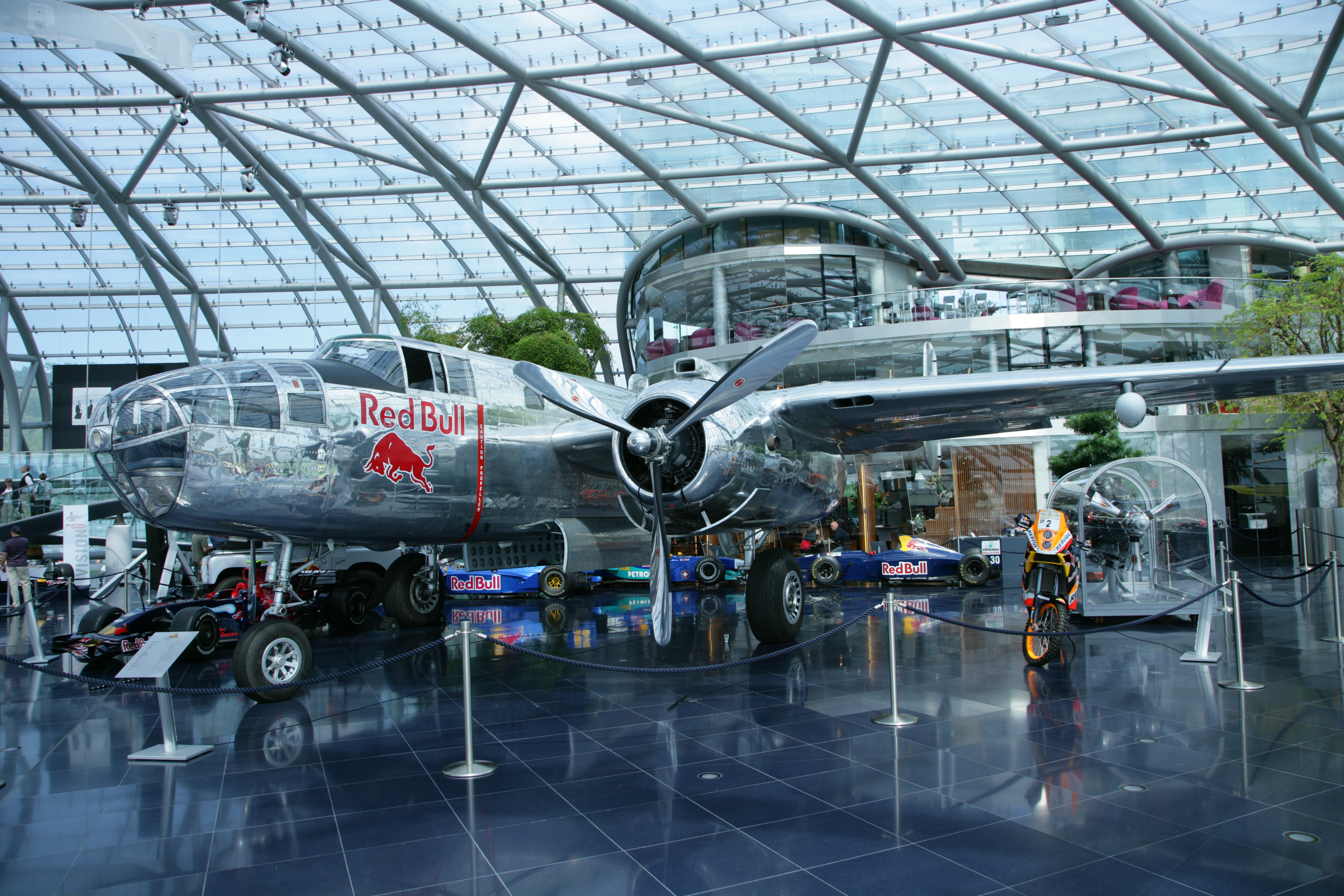
Parte de la exposición del Hangar-7

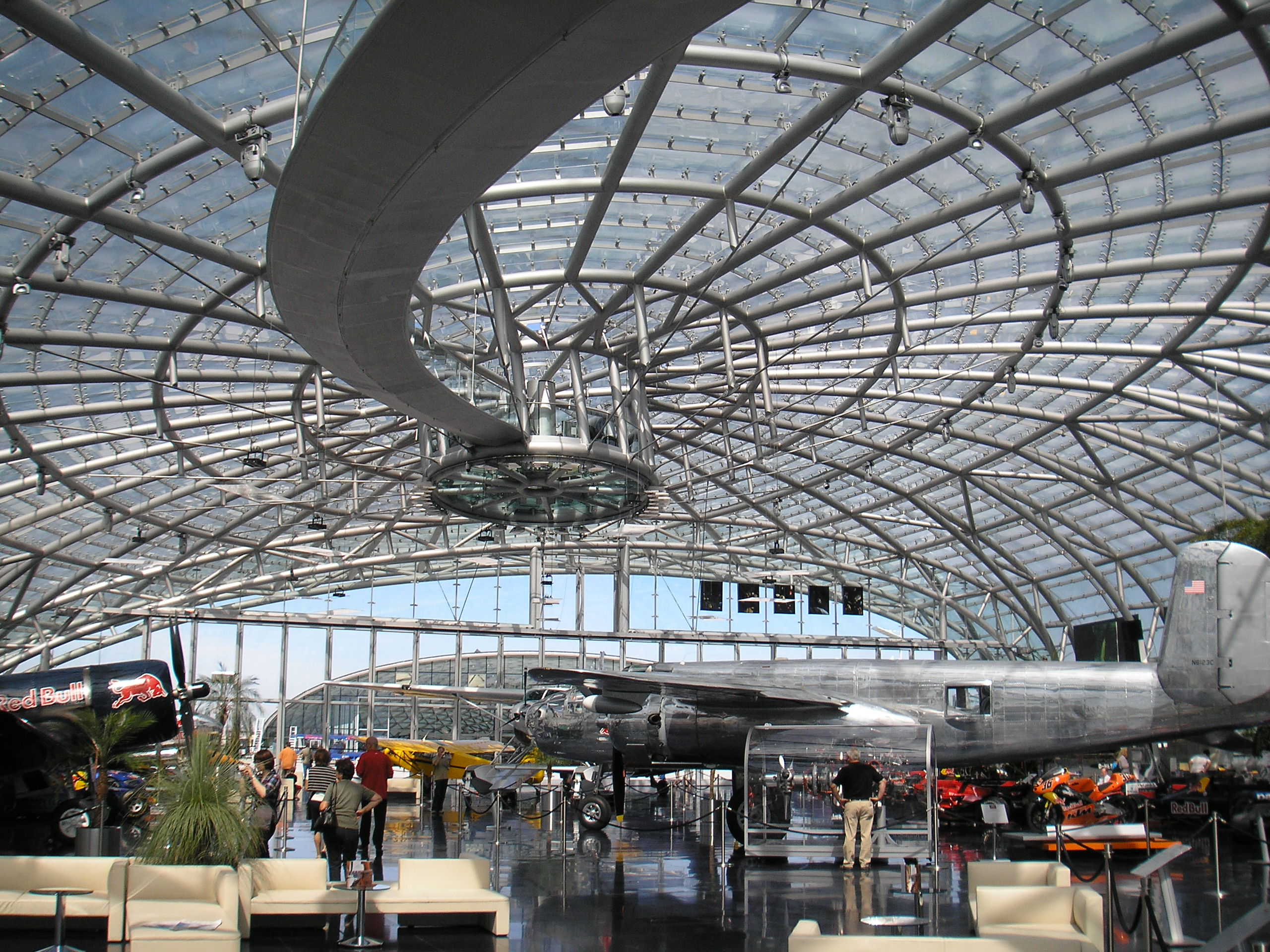
Parte de la exposición del Hangar-7

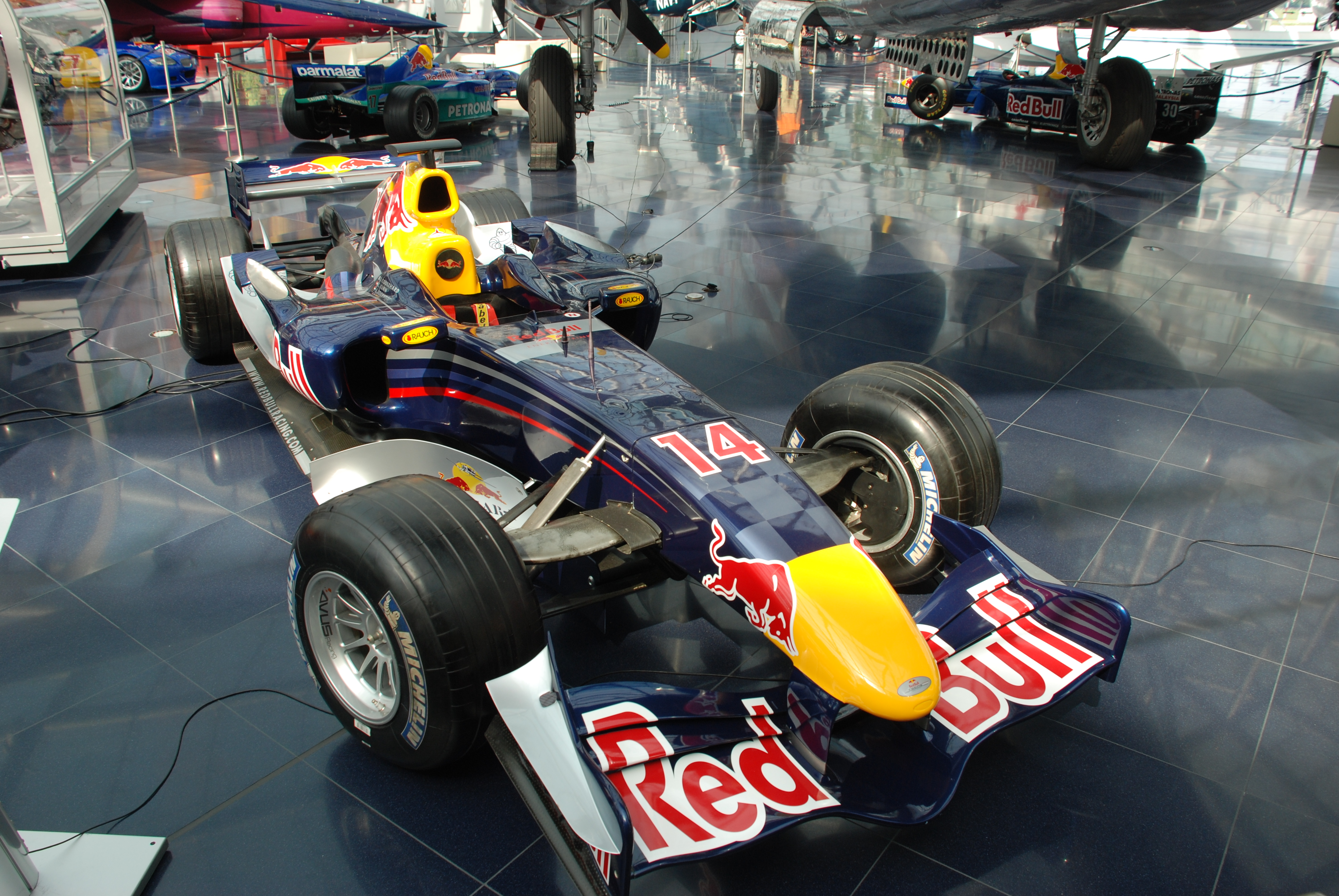
Parte de la exposición del Hangar-7

El Hangar-7 es un edificio multifuncional situado en el aeropuerto de Salzburgo, Austria, aunque originariamente iba a ser un hangar actualmente está destinado al entretenimiento, la cultura, así como al automovilismo y a la aeronáutica. Oficialmente se describe como un "museo/galería de arte". 

En su zona principal se exponen aviones de época, helicópteros y coches de carreras. Alberga un restaurante, dos bares, salones de reuniones, tiendas oficiales, exposiciones de arte contemporáneo...
Su restaurante "Ikarus", posee una estrella Michelin.
Es propiedad de la empresa austríaca Red Bull GmbH. Se encuentra abierto al público, actualmente recibe más de 200.000 visitantes al año.

## Historia y construcción
El edificio comenzó a planificarse a principios de octubre de 1999, para guardar los aviones de Flying Bulls, ya que su flota era demasiado grande para el espacio disponible en el aeropuerto de Innsbruck.
El hangar fue diseñado por el arquitecto austríaco Volkmar Burgstaller, las obras de construcción en el  aeropuerto de Salzburgo comenzaron en enero de 2001. 

El 22 de agosto de 2003 el edificio fue inaugurado oficialmente.
A pesar de la intención original, el Hangar-7 se destinó al entretenimiento y exposiciones y se decidió construir un nuevo hangar, el Hangar-8, para las funcione típicas de estos lugares. Su aspecto exterior es similar pero ligeramente más pequeño.

## Arquitectura
La forma del edificio es una reminiscencia de un ala de avión. Su estructura está formada por 1.200 toneladas de acero, y está revestido por 380 toneladas de vidrio especial. El acero y el vidrio elíptico se extienden 100 metros de longitud, 15 metros de altura y 67 metros de ancho. 
El conjunto destila dinamismo y ligereza en el exterior. En el interior destaca una gran bóveda de acero, que se alza elípticamente desde el suelo sin ningún tipo de columna o estructura de apoyo.

## Espacios interiores

### Restaurante Ikarus
El restaurante Ikarus se encuentra en el primer piso del Hangar-7 y tiene un aforo para 40 comensales.
Funciona desde el año 2004 y cada mes tiene un chef de reconocimiento internacional diferente en la cocina, por lo que, también cada mes, el estilo del restaurante cambia por completo.

### Carpe Diem Lounge - Café
El Carpe Diem Lounge - Café está situado en la planta baja del Hangar-7. Además de cafés especiales y bebidas, aperitivos y postres se sirven. En el Carpe Diem Lounge - Bar, una opinión directa de los aviones históricos y exhibiciones en el Hangar-7, sólo unos pocos metros - se enfrentan a las mesas de los cafés - y sólo separados por un frente de cristal.

### Tres-sesenta y Mayday Bar
El Threesixty und Mayday Bar (Tres-sesenta y Mayday Bar) está colgando de una gran cúpula del techo. El piso es de vidrio transparente, lo que permite que desde este lugar se pueda contemplar con una vista de 360 grados los aparatos automovilísticos y aeronáuticos expuestos. 

Para acceder a este espacio hay que recorrer una pasarela de acceso que recorre todo el edificio desde el techo.

Este bar fue construido después de la finalización del Hangar-7. 

Debido a las normas estructurales, el aforo está limitado a 20 personas.

### HangART-7
Como contrapunto a las exposiciones técnicas, en el Hangar-7 se realizan exposiciones de arte contemporáneo.